# Jury en droit canadien
 (avril 2024).
La mise en forme du texte ne suit pas les recommandations de Wikipédia : il faut le « wikifier ».
Les points d'amélioration suivants sont les cas les plus fréquents. Le détail des points à revoir est peut-être précisé sur la page de discussion.
- Les titres sont pré-formatés par le logiciel. Ils ne sont ni en capitales, ni en gras.
- Le texte ne doit pas être écrit en capitales (les noms de famille non plus), ni en gras, ni en italique, ni en « petit »…
- Le gras n'est utilisé que pour surligner le titre de l'article dans l'introduction, une seule fois.
- L'italique est rarement utilisé : mots en langue étrangère, titres d'œuvres, noms de bateaux, etc.
- Les citations ne sont pas en italique mais en corps de texte normal. Elles sont entourées par des guillemets français : « et ».
- Les listes à puces sont à éviter, des paragraphes rédigés étant largement préférés. Les tableaux sont à réserver à la présentation de données structurées (résultats, etc.).
- Les appels de note de bas de page (petits chiffres en exposant, introduits par l'outil «  Source ») sont à placer entre la fin de phrase et le point final[comme ça].
- Les liens internes (vers d'autres articles de Wikipédia) sont à choisir avec parcimonie. Créez des liens vers des articles approfondissant le sujet. Les termes génériques sans rapport avec le sujet sont à éviter, ainsi que les répétitions de liens vers un même terme.
- Les liens externes sont à placer uniquement dans une section « Liens externes », à la fin de l'article. Ces liens sont à choisir avec parcimonie suivant les règles définies. Si un lien sert de source à l'article, son insertion dans le texte est à faire par les notes de bas de page.
- La présentation des références doit suivre les conventions bibliographiques. Il est recommandé d'utiliser les modèles {{Ouvrage}}, {{Chapitre}}, {{Article}}, {{Lien web}} et/ou {{Bibliographie}}. Le mode d'édition visuel peut mettre en forme automatiquement les références.
- Insérer une infobox (cadre d'informations à droite) n'est pas obligatoire pour parachever la mise en page.

Pour une aide détaillée, merci de consulter Aide:Wikification.
Si vous pensez que ces points ont été résolus, vous pouvez retirer ce bandeau et améliorer la mise en forme d'un autre article.
Le jury en droit canadien est principalement une institution du droit criminel. Il est moins fréquemment utilisé dans les procès civils des provinces de common law. Il fait partie du système judiciaire pour des centaines d’années et il est toujours essentiel aujourd’hui. Au fil des siècles, les jurys au Canada ont subi des changements importants qui ont affecté l’administration de la justice. Certaines périodes entre le XIXe et le XXIe siècle fut importantes pour l’évolution des jurys, notamment avant la confédération, de la confédération à l’adoption de la Charte canadienne des droits et libertés et depuis la Charte.

## Histoire

### Avant la confédération
Au Canada, en vertu de l'Acte du Québec, les procès devant un jury constituaient le droit dans les procédures pénales du Haut-Canada. Au Haut-Canada, la Cour du banc du Roi, les tribunaux de districts et le tribunal des quarts de session avaient tous des jurys. La Cour du banc du Roi était la cour supérieure qui entendait les affaires criminelles et civiles, et les tribunaux de districts entendaient les actions de contrats calculés entre quarante shillings et quinze livres. Ainsi, le tribunal des quarts de session avait des fonctions administratives et judiciaires. En plus de l’Acte de Québec, les législateurs du Haut-Canada ont adopté An Act to Establish Trial by Jury. Cette législation affirmait que les procès devant un jury étaient «l’un des principaux avantages d’une constitution libre».
Le processus de la sélection des jurés était régi par An Act for the Regulation of Juries. Chaque année, les shérifs locaux recevaient une liste de jurés potentiels dressée par le greffier de la paix de chaque district de la province. Tous les propriétaires masculins qui apparaissaient sur les rôles d’évaluation foncière étaient éligibles à faire partie d’un jury. Toutefois, l’acte stipulait que personne ne pouvait siéger comme juré s’il avait siégé durant l’année précédente ou s’il était plus de soixante ans. Après que le shérif recevait la liste complète, il utilisait sa discrétion pour choisir trente-six à quarante-huit noms afin de créer un petit jury. Par la suite, les noms étaient inscrits sur des bulletins et au procès le prévôt en tirait douze au sort. Le petit jury, aussi connu comme jurys de procès, rendait des jugements basés sur les faits de l’affaire dans un grand nombre d’infractions criminelles portées devant les tribunaux inférieurs et supérieurs. Il y avait également le grand jury qui était le précurseur du petit jury. Il devait déterminer s’il y avait suffisamment de preuves pour que l’accusé subisse un procès. Contrairement au petit jury, la première législation sur les jurys du Haut-Canada n’indiquait pas le processus de la sélection des grands jurys. Jusqu’en 1850, c’étaient les shérifs qui administraient la sélection du grand jury en sélectionnant vingt-quatre grands jurés en tenant compte de la propriété, du caractère, de l’intelligence et de la profession des jurés potentiels.
La population du Haut-Canada craignait la sélection des jurys puisque les shérifs utilisaient leur discrétion lors de la détermination des jurés dans les petits jurys et grands jurys. Les gens craignaient le «jury packing», c’est-à-dire que les shérifs assemblent intentionnellement et malicieusement des jurys contre des parties spécifiques. Plusieurs efforts pour restreindre la discrétion des shérifs et réformer le processus de sélection des jurys où on eut lieu dès l’année 1812. En 1812, un projet de loi pour restreindre les shérifs «from jury packing» a été débattu à l’assemblé et entre 1820 et 1830 une série de projets de loi de ce genre ont été rejetés par le conseil législatif. Les efforts de réforme sur le processus de sélection des jurys ont été retardés jusqu’à tant qu’un gouvernement responsable soit réalisé à la fin des années 1840.
En 1850, le Haut-Canada a adopté le projet de loi proposé par le procureur général qui visait à fournir une méthode plus convenable de réglementation de la sélection du jury. Cette législation, the 1850 Upper Canada Jury Act, a complètement révisé les lois sur les jurys et a aidé à prévenir le «jury packing». La loi a soigneusement établi l’éligibilité à faire partie d’un jury. Pour faire partie d’un jury, le juré devait être mâle, âgé de plus de vingt-et-un an, en possession de ses facultés naturelles et non faibles ou âgées. De plus, ce n’était plus tous les propriétaires qui pouvaient faire partie d’un jury, mais la qualification était la plus élevée des trois quarts des résidents évalués pour chaque ville, village ou canton. Bien que la loi fût compliquée, le système de sélection de jurys a réduit les dangers de «jury packing» en limitant le pouvoir discrétionnaire des fonctionnaires locaux au-delà des déterminations de base de compétence pour ceux qui satisfaisaient aux critères de propriété. Ainsi, après que le premier groupe des sélecteurs a choisi les individus des rôles d’évaluation, il y avait trois scrutins successifs pour réduire les noms des jurés afin de trouver des jurys de procès. Également, la loi exigeait la collection de données statistiques standardisées et des copies de documents ce qui permettait aux fonctionnaires du gouvernement de superviser plus systématiquement le système de jury. Par conséquent, l’administration du système de jury devait être uniforme dans toute la province et le «jury packing» a été restreint.

### De la confédération à laCharte
Après 1850, le 1850 Upper Canada Jury Act a fait preuve d’avoir résous le problème de «jury packing». Toutefois, après la confédération de 1867, il y a eu d’autres réformes législatives qui ont réduit l’utilisation des jurys dans les procès criminels et civils. Le déclin des jurys est en grande partie à cause des dépenses occasionnées par le mécanisme procédural compliqué créé par le Upper Canada Jury Act. En 1867, la Loi de 1867 sur l’Amérique du Nord britannique a été adoptée et le paragraphe 91(27) de cette loi a conféré au gouvernement canadien la compétence en matière pénale, y compris la procédure en matière pénale. Par la suite, en 1892, le parlement du Canada, sous ce paragraphe de la loi, a adopté le Code criminel qui a reconnu le droit à un procès devant un jury pour les infractions pénales graves. De plus, le paragraphe 92(14) de cette loi a conféré aux législatures provinciales sa compétence sur l’administration de la justice, tel que la compétence d’établir les critères d’éligibilité des jurés potentiels. Malgré le nouveau Code criminel, le déclin de l’utilisation des jurys a continué dans le vingtième siècle et d’autres problèmes ont surgi. Premièrement, avant la fin du vingtième siècle, le système de grand jury a été aboli dans chaque province du Canada qui l’avait en place. Le Manitoba a aboli le système de grand jury en 1923 et par la suite la Colombie-Britannique et le Québec en 1932 et le Nouveau-Brunswick en 1959. L’Ontario a aboli le système de grand jury en 1959 et la Nouvelle-Écosse était la dernière province à le faire en 1984. Pourtant, le système de petit jury, notamment pour les affaires pénales, a continué à opérer et continue à opérer aujourd’hui.
Le petit jury, toujours en déclin, mais encore utilisé, a fait face à une nouvelle crainte pendant la majorité du vingtième siècle puisque «les lois canadiennes interdisaient explicitement la participation des femmes aux jurys». Dans les années 1921, 1922 et 1929, l’Alberta, la Colombie-Britannique et la Nouvelle-Écosse furent les premières provinces à officiellement autoriser les femmes à siéger dans les jurys. Il y a également eu des débats et l’activisme en faveur de l’inclusion des femmes dans les jurys, entre les années 1940 et 1950, en Ontario, en Saskatchewan, au Manitoba et au Nouveau-Brunswick. Dans les années 1950, ces quatre provinces ont permis aux femmes de faire partie d’un jury. Toutefois, dans chacune de ces provinces, elles étaient encore presque entièrement exclues en raison de plusieurs lacunes législatives. Ainsi, les Territoires du Nord-Ouest et l’Île-du-Prince-Édouard ont seulement autorisé les femmes à siéger dans les jurys à la fin des années 1960. Finalement, en 1972 le Code criminel a été modifié par la Loi modifiant le droit pénal, ce qui a accordé à toutes les femmes le droit de siéger dans un jury dans les affaires pénales. Une décennie après la modification du Code, le système du jury a subi de changement par l’adoption de la Loi constitutionnelle de 1982, qui comprend la Charte canadienne des droits et libertés. Spécifiquement, le paragraphe 11f) de la Charte inclut le droit à un procès devant un jury. Ce paragraphe «reflète la dédication constitutionnelle de l’un des plus anciens droits de procès pénaux existants».

### Depuis laCharte
Quelques années plus tard en 1985, le Code criminel de 1892 a subi des modifications et est devenu le Code criminel de 1985. Les articles 626 à 644 du Code ont élargi le droit à un jury en dirigeant le processus de constitution de jury et en détaillant les contestations des jurés. Également, le Code a précisé que seulement les actes criminels les plus graves, jugés par les procureurs fédéraux ou les tribunaux supérieurs, peuvent donner droit à un procès devant un jury. De plus, le paragraphe 626(2) du Code précise que «l’appartenance à l’un ou l’autre sexe ne constitue ni une cause d’incapacité d’exercice ni une cause de dispense, des fonctions de juré dans des procédures criminelles». Ce furent des modifications très importantes pour le système de jury canadien. Ainsi, tous comme au 19e siècle, les jurys continuent à comporter douze jurés et les jurés doivent rendre un verdict à l’unanimité.
En conséquence de la Charte et du nouveau Code, l’éligibilité des jurés et la composition des jurys ont changé. Comme il était le cas après la confédération, l’éligibilité des jurés et les premières étapes du processus de sélection du jury étaient régies par les lois provinciales et territoriales. Par conséquent, chaque province a adopté une loi sur les jurys ou les jurés, afin de détailler les critères d’éligibilité, les exemptions, les procédures de constitution, les aménagements et la rémunération pour exercer les fonctions de juré. En 1990, l’Ontario a adopté la Loi sur les jurys. Selon l’article 2 de cette loi, les critères d’éligibilité pour être membre d’un jury de la Cour supérieure sont être résident en Ontario, avoir la citoyenneté canadienne, être âgée d’au moins 18 ans au début de l’année au cours de laquelle le jury est sélectionné et être capable de parler, lire et comprendre le français ou l’anglais. Également, selon l’article 3, il y a certaines personnes qui sont inhabiles à être jurées, telles que les membres du Conseil privé du Canada ou du Conseil exécutif de l’Ontario, les juges et les juges de paix, les avocats et les étudiants du barreau, les coroners, ainsi que les policiers. Ces critères d’éligibilité et ces exceptions diffèrent beaucoup de ceux de la période du 19e siècle à la Charte.
En Nouvelle-Écosse, l’article 3 de la Loi sur les jurys stipule qu’une personne est qualifiée à siéger comme juré si elle est citoyenne canadienne qui réside dans la province et si elle a atteint l’âge de dix-huit ans. Selon l’article 4, certaines personnes sont inhabiles à être jurées, telles que les juges, les policiers, les avocats de la Cour suprême de la Nouvelle-Écosse, ainsi que «les personnes qui ont été reconnues coupable d’une infraction criminelle pour laquelle elle a été condamnée à une peine d’emprisonnement de deux ans ou plus». Bien que les critères d’admissibilité et les exceptions ont des différences entre les provinces, ces lois provinciales autorisent un fonctionnaire, généralement le shérif, de préparer une liste de jurés potentiels, dans chaque district judiciaire, pour tous les procès qui auront lieu au cours de l’année suivante. Généralement la liste est dressée par sélection aléatoire à partir des listes électorales de la province.
Tandis que la Charte, le Code et les nouvelles lois qui en sont découlé ont modifié et améliorer le système de jury, un nouveau souci a surgit. L’exclusion des peuples autochtones dans les jurys fut un phénomène jusqu’en 1972 où ils ont siégé sur un jury pour la première fois. Toutefois, les peuples autochtones ont continué à être exclus des jurys à la fin du 20e siècle et dans le 21e siècle en raison du processus judiciaire de constitution des jurys adopté après la Charte, notamment par la récusation péremptoire. Après l’adoption de la Charte, le souci d’une représentation équitable des peuples autochtones sur les jurys est né. À la fin du 20e siècle et au début du 21e siècle, plusieurs débats et efforts de réforme du système de jury ont eu lieu afin de mieux représenter les peuples autochtones sur les jurys. En 2018, l’arrêt R v Stanley a souligné les inégalités que les peuples autochtones ont fait face pour de nombreuses années, notamment leur sous-représentation sur les jurys, ainsi que le besoin de réforme. Le 16 aout 2016, Gerard Stanley, un fermier de la Saskatchewan, a tiré une balle fatale à l’arrière de la tête d’un jeune homme autochtone de 22 ans, Colten Bushie. Au procès, Gerard Stanley faisait face à des accusations de meurtre au deuxième degré, mais une accusation de meurtre au deuxième degré attribuait aux avocats 12 récusations péremptoires lors de la constitution du jury. Dans cette affaire, Gerard Stanley a utilisé cinq récusations péremptoires afin d’exclure toutes les personnes visiblement autochtones, et donc il y a eu un jury exclusivement blanc. Conséquemment, en 2018, le jury n’a pas condamné Gerard et il a été acquitté du meurtre au deuxième degré et de l’homicide involontaire coupable de Colten Boushie.
Après cet arrêt, le gouvernement fédéral a ajouté la réforme du système de jury au projet de loi C-75. Ce projet de loi cherchait à modifier plusieurs aspects du Code criminel et il a été sanctionné le 21 juin 2019. Deux gros changements sont survenus avec la sanction du projet de loi, soit l’abolition des récusations péremptoires et de nouveaux pouvoirs conférée aux juges de première instance pour déterminer si les jurés sont impartiaux. L’abolition des récusations péremptoires fut une modification importante au système de jury, notamment pour mieux représenter les peuples autochtones sur les jurys. De plus, en 2021, la Cour suprême du Canada dans l’arrêt R c Chouhan, a conclu que l’abolition des récusations péremptoires ne violait pas les droits qui sont garantis par les alinéas 11d) et 11f) de la Charte, donc l’abolition est constitutionnelle. Avec l’abolition des récusations péremptoires, les injustices de constitution de jury qui sont survenues dans l’arrêt Bushie sont devenues limitées. Pourtant, il nécessite d’autres réformes afin d’augmenter la représentation des peuples autochtones sur les jurys.

## En droit civil
Les jurys civils existent dans les provinces de common law, mais leur utilisation est peu commune, et il existe des courants d'opinion qui souhaitent les abolir. 
Au Québec, les jurys civils ont été abolis en 1976.
La Cour fédérale du Canada a également abandonné l'utilisation des jurys civils.

## En droit criminel

### Droit au jury
En droit pénal canadien, l'utilisation d'un jury dépend des dispositions du Code criminel et parfois du choix de l'accusé. L'art. 471 C.cr. énonce la règle générale qu'une personne accusée d'une infraction sérieuse en vertu de l'art. 469 C.cr. (meurtre, trahison, piraterie, intimidation du Parlement, mutinerie) doit être jugée par un tribunal composé d'un juge et d'un jury. Néanmoins, si l'accusé et le procureur général y consentent, il est possible d'écarter le jury en vertu de l'art. 471 C.cr. 

Dans certains cas, si l'infraction criminelle n'est ni dans la liste de l'art. 469 C.cr., ni dans la liste de l'art. 553 C.cr., l'accusé pourra choisir s'il veut ou non avoir un jury, et ce en vertu de l'art. 536 (2) C.cr. : 

« Vous avez le choix d’être jugé par un juge de la cour provinciale sans jury et sans enquête préliminaire; ou vous pouvez choisir d’être jugé par un juge sans jury; ou encore vous pouvez choisir d’être jugé par un tribunal composé d’un juge et d’un jury. Si vous ne faites pas ce choix maintenant, vous êtes réputé avoir choisi d’être jugé par un tribunal composé d’un juge et d’un jury. Si vous choisissez d’être jugé par un juge sans jury ou par un tribunal composé d’un juge et d’un jury ou êtes réputé avoir choisi d’être jugé par un tribunal composé d’un juge et d’un jury, une enquête préliminaire ne sera tenue que si vous ou le poursuivant en faites la demande. Comment choisissez-vous d’être jugé? »

Il existe une procédure de ré-option à l'article 561 du Code criminel.

### Formation et récusation
En droit pénal canadien, la procédure pour la formation des jurys est énoncée aux articles 631 à 641 du Code criminel. 
Jusqu'à l'entrée en vigueur du projet de loi C-75 en septembre 2019, il existait des limites au nombre de récusations péremptoires de jurés que les avocats de l'un ou l'autre partie peuvent réclamer, en vertu de l'art. 634 C.cr. Le législateur a modifié la loi de sorte qu'il faut désormais une récusation motivée.

### Ouvrages
- (en) R. Blake Brown, A Trying Question: The Jury in Nineteenth-Century Canada, University of Toronto Press, 2009, 416 p. (lire en ligne )
- (en) Loïc Welch, Evolving Conception of Canadian Juries, 2019 (lire en ligne)

### Articles
- (en) Andrew L-T Choo et Jill Hunter, « Gender discrimination and juries in the 20th century: Judging women judging men », International Journal of Evidence and Proof,‎ 2 août 2018 (lire en ligne )
- Peter Sankoff, « Majority Jury Verdicts and the Charter of Rights and Freedoms », University of British Columbia Law Review,‎ 12 septembre 2006, p. 31 (lire en ligne )
- Paul Romney, « From Constitutionalism to Legalism: Trial by Jury, Responsible Government, and the Rule of Law in the Canadian Political Culture », Law and History Review, American Society for Legal History, vol. 7, no 1,‎ printemps 1989, p. 54 (lire en ligne )